# مونتکلیر (نیوجرسی)
مونتکلیر (به انگلیسی: Montclair) شهری در ایالت نیوجرسی کشور ایالات متحده آمریکا است که جمعیت آن در سرشماری سال ۲۰۱۰ میلادی، ۳۷٬۶۶۹ نفر بوده‌است.